# Helichrysum obconicum
Helichrysum obconicum (цмин зворотноконічний) — вид рослин з родини айстрові (Asteraceae), ендемік Мадейри. Етимологія: лат. ob — «проти», грец. κωνοϛ — «конус», грец. -ικοϛ — прикметниковий суфікс.

## Опис

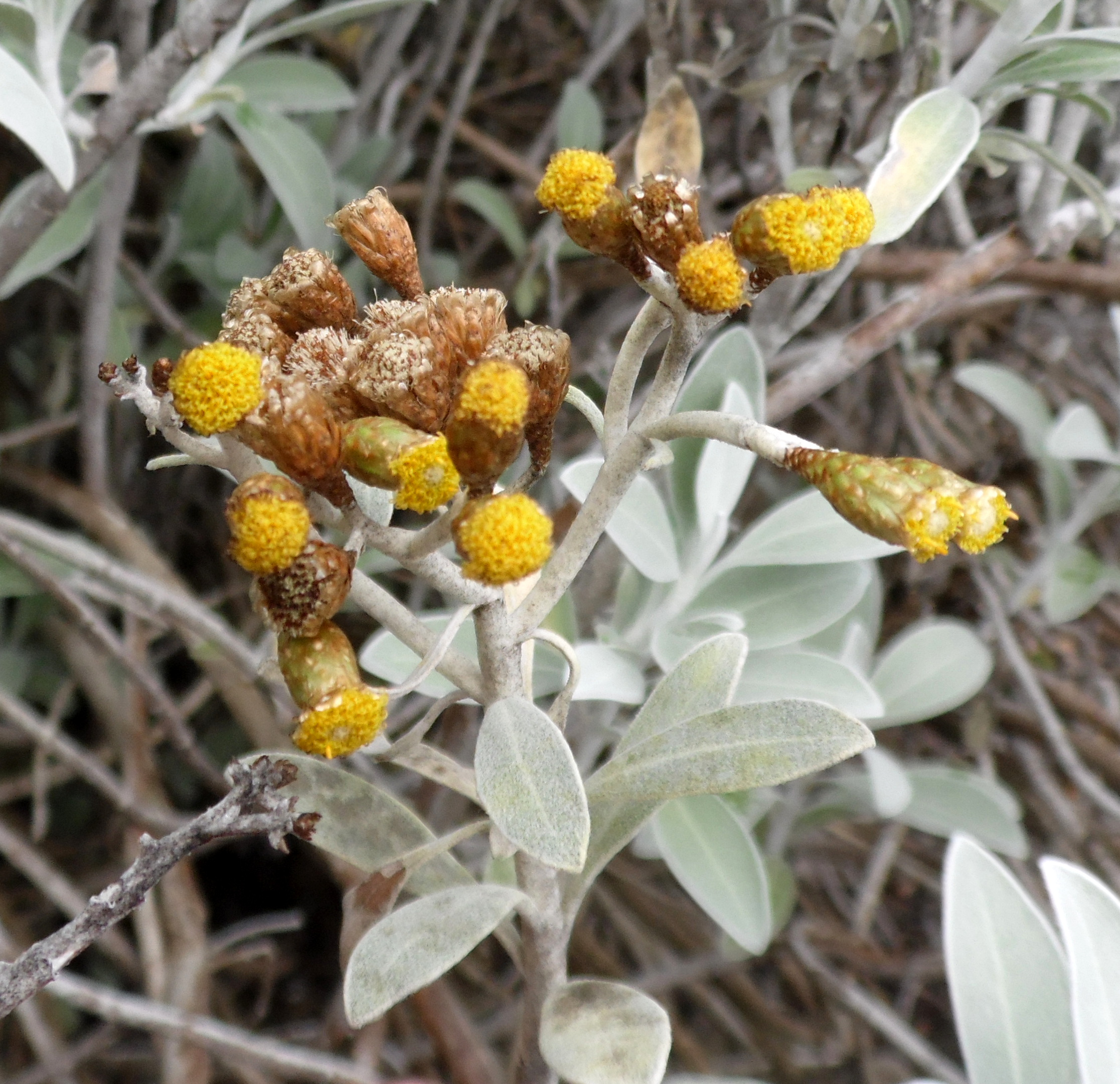

До 60 см заввишки сильно розгалужений компактний кущ, волохато-білий. Листки чергуються, черешкові, яйцювато-еліптичні, довжиною 2.5–5 см і шириною 0.8–2 см, білі. Квіти жовті.
Населяє скелі, особливо скелі над узбережжям. Цвіте з серпня по жовтень.

## Поширення
Ендемік архіпелагу Мадейра (о. Мадейра).